# Un récit qui ne finit pas
Un récit qui ne finit pas est une nouvelle d’Anton Tchekhov.

## Historique
Un récit qui ne finit pas est initialement publiée dans la revue russe Le Journal de Pétersbourg, numéro 67, du 10 mars 1886, sous le pseudonyme d’A.Tchekhonte. Aussi traduit en français sous le titre un récit inachevé . 
L'auteur donne l'impression qu'il est le narrateur de la nouvelle.

## Résumé
Milioutina, la cuisinière des voisins, vient sonner : le locataire se serait tiré une balle, il faut vite y aller. Quand il pénètre chez le voisin, le narrateur voit d’abord un corps dans un cercueil, puis un homme baignant dans son sang, la balle l’a effleuré, il le panse.
C’est Vassiliev, un acteur, et dans le cercueil, c’est Zina, sa femme, que l’on va enterrer demain. Le narrateur sort acheter des médicaments. À son retour, Vassiliev a arraché son pansement et est tombé en syncope.
Un an plus tard, Vassiliev est installé chez le narrateur. Il est heureux et a oublié son malheur passé.
Le narrateur a l’impression d’avoir perdu le récit.

## Édition française
- Un récit inachevé, traduit par Edouard Parayre, Les Éditeurs français réunis, 1958.